# Mikhail Gurevich
Mikhail Iosifovich Gurevich (12 de Janeiro de 1893 – 12 de Novembro de 1976; em russo Михаил Иосифович Гуревич), foi um projetista de aeronaves soviético que co-fundou a agência de aviação militar Mikoyan-Gurevich junto com Artem Mikoyan. O bureau é famoso por seus caças, interceptores rápidos e aviões de combate multifuncionais que foram essenciais para as Forças Aéreas Soviéticas durante a Guerra Fria. O bureau desenhou 170 projetos, dos quais 94 foram feitos em série. No total, 45 000 aeronaves MiG foram fabricadas no mercado interno, das quais 11 000 aeronaves foram exportadas. O último avião em que Gurevich trabalhou pessoalmente antes de sua aposentadoria foi o MiG-25.

## Vida e carreira
Nascido em uma família judia mecânico de vinícola no pequeno município de Rubanshchina (região de Kursk na Rússia), em 1910 ele se formou no ginásio em Okhtyrka (região de Kharkov) com a medalha de prata e entrou no departamento de Matemática da Universidade de Kharkov. Após um ano, por participação em atividades revolucionárias, foi expulso da universidade e da região e continuou seus estudos na Universidade de Montpellier. Ele estava na SUPAERO em Toulouse na aula de 1913 com Marcel Dassault.
No verão de 1914, Gurevich estava visitando sua casa quando estourou a Primeira Guerra Mundial. Esta e mais tarde a Guerra Civil Russa interrompeu sua educação. Em 1925 graduou-se na faculdade de Aviação do Instituto Tecnológico de Kharkov e trabalhou como engenheiro da empresa estatal "Calor e Energia".
Em 1929, Gurevich mudou-se para Moscou para seguir a carreira de designer de aviação. O design soviético era um assunto administrado pelo Estado, organizado nos chamados OKBs ou escritórios de design. Em 1937, Gurevich chefiou uma equipe de designers no Polikarpov Design Bureau, onde conheceu seu futuro parceiro de equipe, Artem Mikoyan. No final de 1939 eles criaram o Mikoyan-Gurevich Design Bureau, com Gurevich na posição de Vice-Designer Chefe, e depois de 1957 como Designer-Chefe, cargo que manteve até sua aposentadoria em 1964. Isso é notável, considerando que ele nunca se juntou ao Partido Comunista.
Em 1940, Mikoyan e Gurevich projetaram e construíram o avião de combate de alta altitude MiG-1, partindo de um projeto parcialmente desenvolvido pela equipe de Polikarpov. O avião de combate MiG-3 aprimorado foi amplamente utilizado durante a Segunda Guerra Mundial. Nos anos após a guerra, os dois projetaram os primeiros caças a jato soviéticos, incluindo os primeiros modelos supersônicos. O último modelo em que Gurevich trabalhou foi o interceptor MiG-25, que está entre as aeronaves militares mais rápidas a entrar em serviço.